# Hunyadi László (Oper)
Hunyadi László ist eine 1844 uraufgeführte romantische Oper des ungarischen Komponisten Ferenc Erkel mit einem Libretto von Béni Egressy.

## Titel der Oper
Die Oper wird fast nur in Ungarn und an der Staatlichen Ungarischen Oper in Klausenburg gespielt. Ihr Titel Hunyadi László setzt gemäß ungarischem Sprachgebrauch den Familiennamen vor den Vornamen und wäre ins Deutsche korrekterweise als László Hunyadi oder Ladislaus Hunyadi zu übersetzen.

## Handlung
Stoff der Oper, deren Handlung in den Jahren 1456/1457 spielt, ist die Rivalität zwischen dem ungarischen Adelsgeschlecht der Hunyadi und dem sechzehnjährigen König Ladislaus V. (genannt Ladislaus Postumus, ungarisch V. László) aus der Dynastie der Habsburger.

### Erster Akt
Die Anhänger der Familie des soeben verstorbenen ungarischen Reichsverwesers János Hunyadi erwarten Ungarns König Ladislaus V. (Ladislaus Postumus) in Belgrad. Sie wissen um die Intrigen von dessen Gouverneur und Berater Cilley gegen die Hunyadis und wollen sich deshalb nicht hinters Licht führen lassen (Chor „Nem leszünk mi hű kutyái“ – Wir werden keine treuen Hunde sein). Der junge Mátyás Hunyadi, erst 13 Jahre alt, träumt unterdessen bereits von Heldentum im Kampf (Cavatina „Csak az, mit fájlal a szívem“ – Nur das Eine schmerzt mein Herz). Der König kommt an und wird von Mátyás’ älterem Bruder László Hunyadi ehrenhaft empfangen. Nachdem der König mit seinem Gefolge eingezogen ist, verwehren die ungarischen Soldaten allerdings den deutschen Söldnern des Herrschers den Einlass in die Burg (Chor-Duett „Kik vagytok?“ – Wer seid ihr?).
König Ladislaus ist über das Aussperren seiner Soldaten entrüstet und besorgt. Cilley sieht den richtigen Moment gekommen, um den Hunyadis eine Verschwörung gegen den König zu unterstellen, und verlangt vom Souverän eine Vollmacht (Duett „Kizárni a király kíséretét?“ – Das Gefolge des Königs aussperren?). „Vergieße bloß kein Blut!“, ruft der König, doch übergibt er seinem Berater die Vollmacht, die Hunyadis zu verhaften – nicht ahnend, dass Cilley ihn eigentlich stürzen und selbst den Thron besteigen möchte.
Unterdessen sinnt László Hunyadi seiner geliebten Braut Mária Gara nach (Arie „Ó szállj hozzám“ – Oh, fliege zu mir). Die Ankunft seines Freundes Rozgonyi reißt ihn aus seinen Tagträumen: Cilley hatte diesem einen Brief übergeben, in dem er dem serbischen Despoten Branković den Kopf der beiden jungen Hunyadis verspricht. László und seine Anhänger sind entrüstet. Alsbald erscheint Cilley und bittet László scheinheilig zu einem königlichen Bankett. Der junge Adelige konfrontiert den Gouverneur mit dessen Brief. Der Streit eskaliert, Cilley greift den unbewaffneten László an und wird von dessen Anhängern getötet. Der ankommende König ist entsetzt, verspricht den Hunyadis jedoch zum Schein Vergebung für Cilleys Tötung. Die Anhänger der Hunyadis feiern den Tod des Intriganten (Chor „Meghalt a cselszövő“ – Der Intrigant ist tot).

### Zweiter Akt
Die Hofdamen von Erzsébet Szilágyi, der Mutter der beiden Hunyadis, erwarten in der Familienburg in Temesvar mit Spannung die Ankunft des Königs (Chor „Nyári est“ – Sommerabend). Auch der junge Mátyás ist schon ganz aufgeregt (Arioso „Jó így egyes-egyedül“ – Es ist gut so ganz allein). Doch die verwitwete Mutter wird von Sorgen und düsteren Vorahnungen geplagt (Arie „Mint a tenger“ – Wie das Meer). In einer Vision sieht Erzsébet die Hinrichtung ihres Sohnes und bricht zusammen.
Der König zieht ein und verspricht gnädig, sich nicht an den Hunyadis für Cilleys Tod zu rächen. Bei dem Zusammentreffen ist allerdings auch Lászlós Braut Mária zugegen, deren Liebreiz den König sofort in den Bann zieht. Ihr Vater, der Palatin Miklós Gara, bemerkt die Blicke des Herrschers und sieht nun seine Zeit gekommen, den verhassten künftigen Schwiegersohn loszuwerden, den „Schwächling“ von König zu stürzen und selbst die Macht zu übernehmen (Arie „Az égen csillagom“ – Mein Stern am Himmel).
Erzsébet ist überglücklich, wieder mit ihren beiden Söhnen vereint zu sein (Terzett „Ím újra nálam vagytok“ – Siehe, ihr seid wieder bei mir). Doch als der König die jungen Hunyadis rufen lässt, wird sie wieder von Angst ergriffen. Bei deren Rückkehr verwandeln sich ihre Sorgen in ein verzweifeltes Hoffenwollen („La-Grange“-Arie „Ó, mi vadul“/„Szép reménysugár“ – Ach, wie wild/Schöner Hoffnungsstrahl). László und Mária sind unterdessen überglücklich, einander wiederzusehen, und träumen von ihrer bevorstehenden Hochzeit (Duett „Mily boldogság“ – Was für ein Glück).
Der König schwört in der Kapelle der Burg feierlich, dass er den Hunyadis nichts zuleide tun werde.

### Dritter Akt
König Ladislaus wird in seiner Burg in Buda von Sorgen und vor allem durch seine unstillbare Begierde nach Mária Gara gepeinigt (Arie „Én bábja vad kezeknek"/"Ég kincse“ – Ich, Marionette wilder Hände/Schatz des Himmels). Palatin Gara kommt und berichtet von einer Verschwörung der Hunyadis gegen den König: bei der Hochzeitsfeier Lászlós wollten sie ihn töten, erzählt er. Als er dem Souverän die Hand seiner Tochter verspricht, schenkt dieser den Vorwürfen gegen den Bräutigam der von ihm geliebten Frau nur allzu gerne Glauben.
László und Mária feiern Hochzeit (Chor „Szép dalra zendülj“ – Singe ein schönes Lied). Die Braut ist überglücklich, bald in den Armen ihres Geliebten zu sein (Cabaletta „Ah, szememben mámor s öröm ragyog“ – Ach, in meinen Augen glänzen Rausch und Freude). Während des Hochzeitstanzes (Ballett „Palotás“) stürmt Gara herein und nimmt László gefangen.
Der junge Adelige sitzt nun im Gefängnis (Intermezzo-Musik) und sinnt über sein Schicksal nach (Arie „Miért is botlottam ily csapdába én?“ – Warum bin ich bloß in so eine Falle getappt?). Plötzlich öffnet sich die Zellentür und Mária kommt herein. Sie will László überreden, mit ihr zu fliehen, doch dieser will Gerechtigkeit. Seine Braut eröffnet ihm, dass er gerade zum Tode verurteilt wurde. Schon kommt Gara, aufgebracht, seine Tochter erneut in den Armen Lászlós zu sehen. Die beiden Liebenden nehmen innig Abschied voneinander (Duett „Áldjon meg Isten“ – Gott segne dich).
László wird zum Schafott geführt (Trauermarsch). Erzsébet fleht noch einmal um Gnade für ihren Sohn, doch findet sie kein Gehör. Schließlich legt sie ihre Bitten vor Gott nieder (Preghiera „Ó ég és föld irgalmas Istene“ – Oh, barmherziger Gott des Himmels und der Erde). László ruft auf dem Schafott dem Volk zu, dass er unschuldig sei. Der Henker schlägt dreimal zu, doch gelingt es ihm nicht, den jungen Mann zu köpfen. Schon hoffen Erzsébet und ihr Sohn auf das Erbarmen des Königs, doch dieser winkt dem Henker zu – und Lászlós Kopf fällt in den Staub.

## Stilistische Stellung

### Musik
Hunyadi László ist neben Bánk bán Erkels bekannteste Oper und das erste Meisterwerk der ungarischen Nationaloper. Zu diesem Zweck schöpfte der Komponist für seine Musik vor allem aus dem Fundus des „verbunkos“ (Werbungsmusik), eines damals als „typisch ungarisch“ geltenden Typs Militärmusik, der international etwa aus Brahms’ „Ungarischen Tänzen“ bekannt ist. Eindeutig zu erkennen ist auch der Einfluss der italienischen (vor allem Rossinis oder des jungen Verdi) und der französischen Oper (Giacomo Meyerbeer).

## Geschichte

### Ergänzungen durch Erkel
Obwohl Hunyadi László bereits 1844 uraufgeführt wurde, ergänzte Erkel im Laufe der Zeit das Werk immer wieder um neue Stücke, etwa 1845 mit der Ouvertüre, die musikalische Motive aus der gesamten Oper aufgreift, 1847 mit der Cabaletta der Mária mit ihren virtuosen Koloraturen und vor allem 1850 mit der dramatischen und äußerst schwierigen zweiten Arie der Erzsébet zu Ehren der damals gefeierten Sopranistin Anne de la Grange („La-Grange-Arie“). In diesem Jahr wurde auch die heute als Palotás bekannte Tanzmusik in die Hochzeitsszene eingefügt.

### Die Umarbeitung von 1935
1935 nahmen Kálmán Nádasdy und Gusztáv Oláh gemeinsam mit dem Komponisten Miklós Radnai eine umfassende Umarbeitung der Oper vor. So entstand vor allem eine komplette textliche Neufassung, die das Libretto von Béni Egressy sprachlich modernisierte und den Rhythmus von Musik und ungarischer Sprache besser in Einklang brachte. Damit einher gingen auch einige szenische Umarbeitungen. Diese umgearbeitete Version ist jene, die üblicherweise aufgeführt wird. Erst 2012 brachte die Ungarische Staatsoper eine Produktion heraus (auch auf CD erschienen), die bewusst auf die Urfassung zurückgreift.